# Barbara Leigh (Schauspielerin)

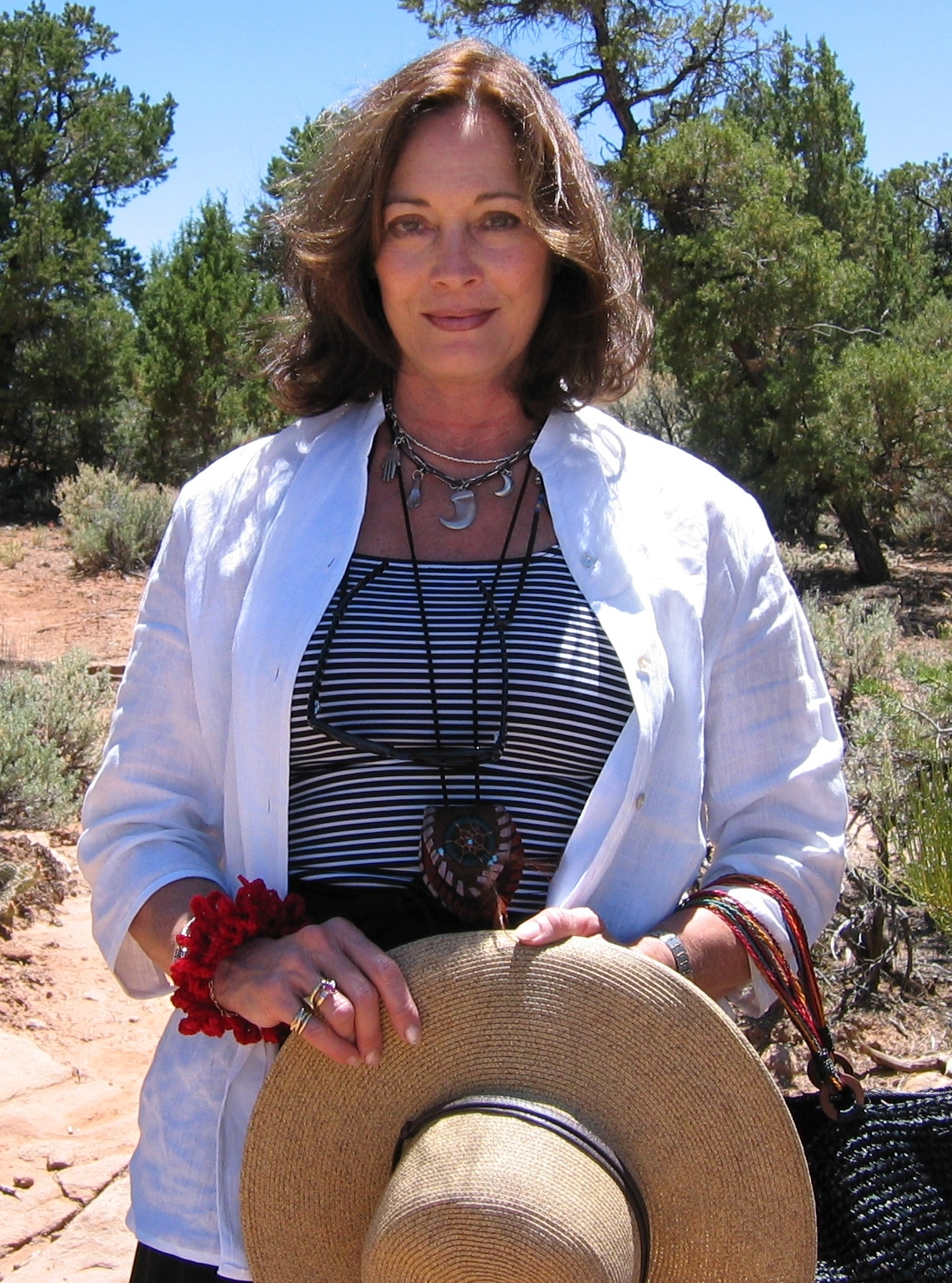
Barbara Leigh, 2004

Barbara Leigh (* 16. November 1946 als Barbara Ann Kish in Ringgold, Georgia) ist eine US-amerikanische Schauspielerin.

## Leben
Barbara Kish zog 1967 nach Los Angeles und arbeitete als Fotomodell. Unter anderem war sie zwischen 1971 und 1977 vier Mal im Playboy zu sehen, und wurde mehrfach von Helmut Newton abgelichtet. Sie begann ihre Schauspielkarriere 1969 mit einem Auftritt im Fernsehfilm The Ballad of Andy Crocker mit Lee Majors in der Titelrolle. Ihren Künstlernamen wählte sie wegen der Schauspielerin Vivien Leigh. 1970 trat sie in einer der Hauptrollen in Stephanie Rothmans Low-Budget-Film The Student Nurses auf, dem ersten Film von Roger Cormans Produktionsfirma New World Pictures. Im darauf folgenden Jahr sah man sie an der Seite von Rock Hudson und Telly Savalas in Roger Vadims Komödie Eine nach der Anderen. In Sam Peckinpahs Western Junior Bonner spielte sie die Rolle der Charmagne. In der Folge spielte sie in den Blaxploitationfilmen Männer wie die Tiger von Stephanie Rothman und Boss Nigger  von Jack Arnold.
Es vergingen einige Jahre bis zu ihrem nächsten Leinwandauftritt, zwischenzeitlich trat sie in Gastrollen in Fernsehserien wie Der unglaubliche Hulk und Detektiv Rockford – Anruf genügt auf. Ihre letzten Rollen datieren auf das Jahr 1979; sie spielte die weibliche Hauptrolle an der Seite von William Smith im Actionfilm Seven – Die Super-Profis sowie eine der Hauptrollen im Abenteuerfilm Diane – Herrin des Dschungels. Bei beiden handelte es sich um Low-Budget-Produktionen.
1970 traf sie durch Vermittlung von James Aubrey, mit dem sie eine Affäre hatte, in Las Vegas auf Elvis Presley. In der Folge führte sie gleichzeitig auch eine Liebesbeziehung zu Presley. Noch komplizierter wurde ihr Liebesleben, als sie auch mit Steve McQueen eine Affäre begann. Von 1976 bis 1977 war sie mit dem Kampfsportler und Schauspieler Joe Lewis verheiratet.

## Filmografie (Auswahl)

### Film
- 1971: Eine nach der Anderen (Pretty Maids All in a Row)
- 1972: Junior Bonner
- 1973: Männer wie die Tiger (Terminal Island)
- 1974: Boss Nigger
- 1979: Diane – Herrin des Dschungels (Mistress of the Apes)

### Fernsehen
- 1971: Dan Oakland (Dan August)
- 1975: Baretta
- 1978: CHiPs
- 1978: Der unglaubliche Hulk (The Incredible Hulk)
- 1978: Detektiv Rockford – Anruf genügt (The Rockford Files)